# Genevieve Behrent
Genevieve Behrent (Oamaru, 25 settembre 1990) è una canottiera neozelandese.

## Palmarès
- Olimpiadi

Rio de Janeiro 2016: argento  nel 2 senza.
- Mondiali

Aiguebelette 2015: argento nell'8.